# Иркингда (река, впадает в Кутарамакан)
Иркингда (Ирки́нда) — река в России, протекает по плато Путорана в Таймырском Долгано-Ненецком районе Красноярского края. Длина реки — 66 км. Площадь водосборного бассейна — 990 км².

## География
Вытекает из озера Манумакли, лежащего на высоте 457 метров над уровнем моря. Течёт в западном направлении; долина реки ограничивает с севера возвышенность Аяктал. Берега реки поросли лиственничным лесом. Впадает в озеро Кутарамакан на высоте 109 метров над уровнем моря, образуя дельту. Недалеко от устья находится Большой Иркиндинский водопад. В низовьях, чуть выше дельты, имеет ширину 42 и глубину 2,3 метра.
Река Иркингда течёт в западной части Путоранского заповедника, в 120 км от Норильска, вблизи озера Лама.

## Притоки
- Китабо-Чаякит[4] (пр, впадает в 12 км от устья)
- Бурус[4] (пр)
- Хукта[4] (пр)
- Хибарба[10] (лв)
- Нирукэн[4] (пр, впадает в 60 км от устья)
- Нирунгдакан[10] (лв, впадает в 65 км от устья)

## Данные водного реестра
По данным государственного водного реестра России относится к Енисейскому бассейновому округу, водохозяйственный участок реки — Хантайка от истока до Усть-Хантайского гидроузла, речной подбассейн реки — Енисей ниже впадения Нижней Тунгуски. Речной бассейн реки — Енисей.
- Код водного объекта — 17010800312116100103879[5].

## Описание
Вышли к истоку. Иркинда вначале течет сплошной мелководной шиверой, затем разбивается на узкие протоки в лесу, приближается к правому борту долины, образуя основную, достаточно водную протоку.
После нескольких шиверок Иркинда почти стоит глубоким плесом, нещадно петляя в широкой долине. Перед 3 правым притоком начинаются шиверы, затем и пороги. Много проводок. Сплав без разведки. Вода малая.
Река течет в извилистом полуканьоне. Пороги, шиверы, прижимы. Временами просмотры – русло сильно забито крупноглыбовым материалом, проходы узкие. Далее долина расширяется, шиверы исчезли. Река течет петляя в заросших островах. Старицы, завалы, протоки.
Длинный плесовый участок. Река почти стоит, сильный встречный ветер. Перед устьем р. Китова-Наякид начинаются шиверы – мелкота, проводки. В районе впадения – огромный разлив, за ним водопад ~ 25м.
В каньоне 2 порога, 3 шиверы и водопад ~ 8м. Обнос 1 порога и водопада. Вскоре каньон кончается. Шиверы. Проводки. Шиверы кончаются. Протоки, завалы, болотистая дельта. В месте впадения в озеро Кутарамакан выносы реки пережимают озеро.

## Достопримечательности
На реке находится Большой Иркиндинский водопад (местное название Китабо-Орон).